# Улица Георгия Атонели
Улица Георгия Атонели (груз. გიორგი ათონელის ქუჩა) — улица в Тбилиси, в районе Мтацминда, проходит от улицы Бараташвили до улицы Мария Броссе. Одна из границ Парка 9 апреля.
Популярный туристический маршрут.

## История

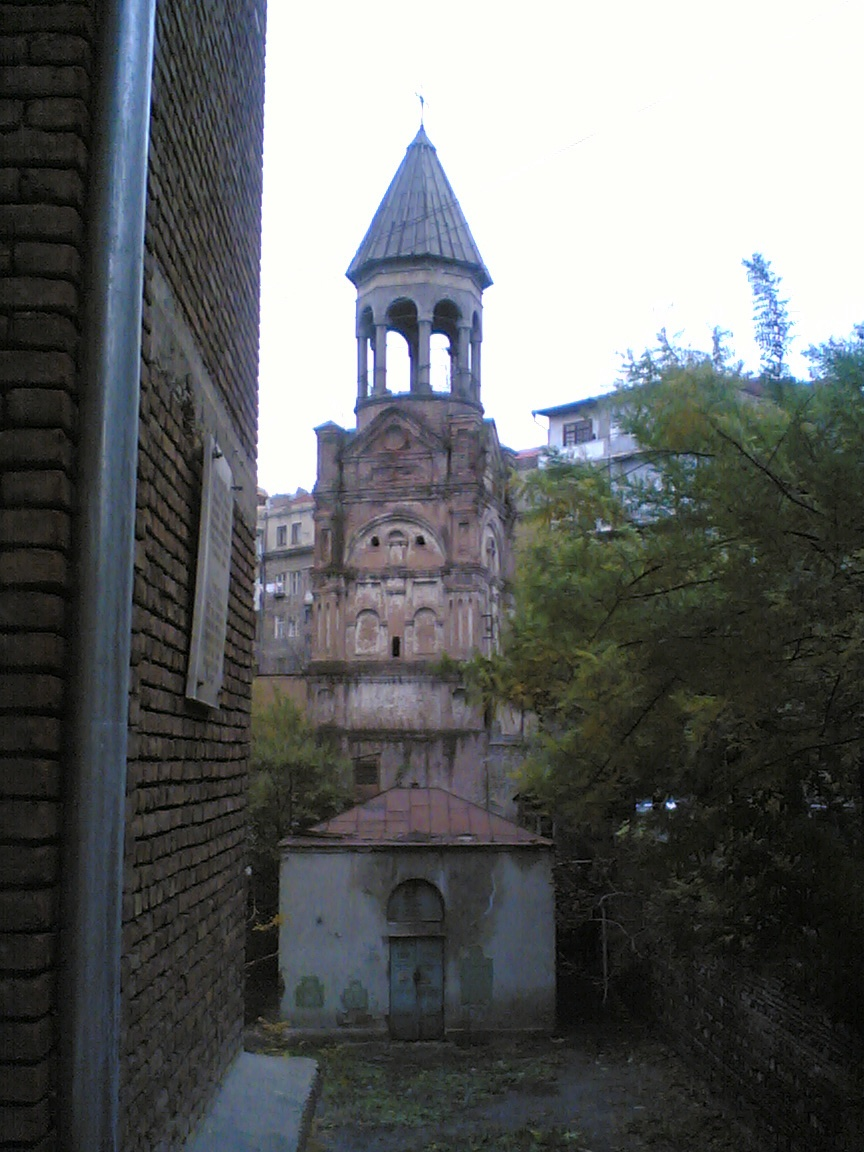
Колокольня Ванкского собора

Современное название с 1965 года, дано в честь выдающегося деятеля грузинской культуры Георгия Афонского (1009—1065).
Район улицы находился в собственности картлийской царствующей династии до середины XVIII века. В 1751 году царь Картли Теймураз II подарил эти земли Ревазу Орбелиани.
В 1820-х годах землю купил генерал Валериан Мадатов (1782—1829). Проложенная в 1860-х годах улица получила название Мадатовская.
Улица у находившихся в этом районе зданий военного ведомства называлась Инженерной.
В досоветские времена здесь находился крупнейший армянский храм Тифлиса — Ванкский собор, отчего проходившая у собора улица называлась Большая Ванкская.
Современная улица Атонели включила в себя прежние Большую и Малую Ванкскую, часть Орбелиановской и Инженерную улицы.
В середине 1860-х годов в Инженерном саду, на перекрёстке Инженерной улицы с Водовозным переулком, был построен летний театр. Тогда это место играло значительную роль для культурной жизни Тифлиса.
В 1872 году на улице по проекту Отто Симонсона и на средства Александра Зубалашвили был построен отель «Лондон», ставший самым комфортабельным в городе. С началом Первой мировой войны, в 1914 году, хозяин гостиницы Пётр Зубалашвили передал её здание под военный госпиталь, снабдив его предварительно всем необходимым. В 1925 году в здании разместится Центральный дом крестьянина, с 1950 года — управление милиции, с 1960-х — жилой дом.
В электропечатне, располагавшейся на улице, печатали газету «Грузинская мысль».
В 1905 году на улице у Ванкского собора проходили массовые демонстрации жителей города (мемориальная доска на здании школы № 104).
С 1922 года улица носила имя Володарского.
В 1938 году Ванкский собор был снесён (сохранилась колокольня), а на его месте построена школа. Прах некоторых захороненных тут знаменитых в российской истории людей, в частности М. Т. Лорис-Меликова, А. А. Тергукасова, Г. Айвазовского, был перенесён к церкви Сурб Геворг.

## Достопримечательности

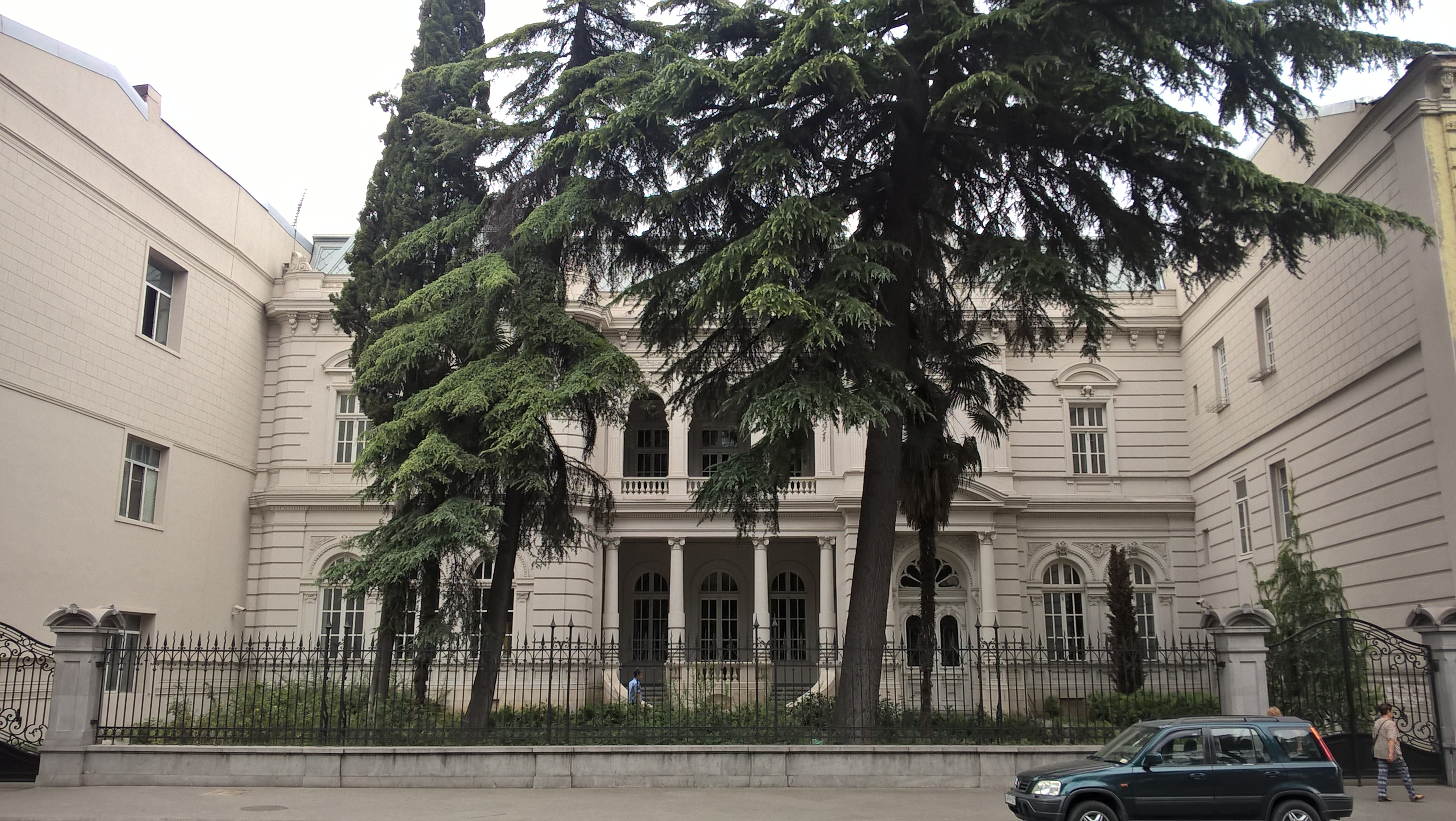
д. 25

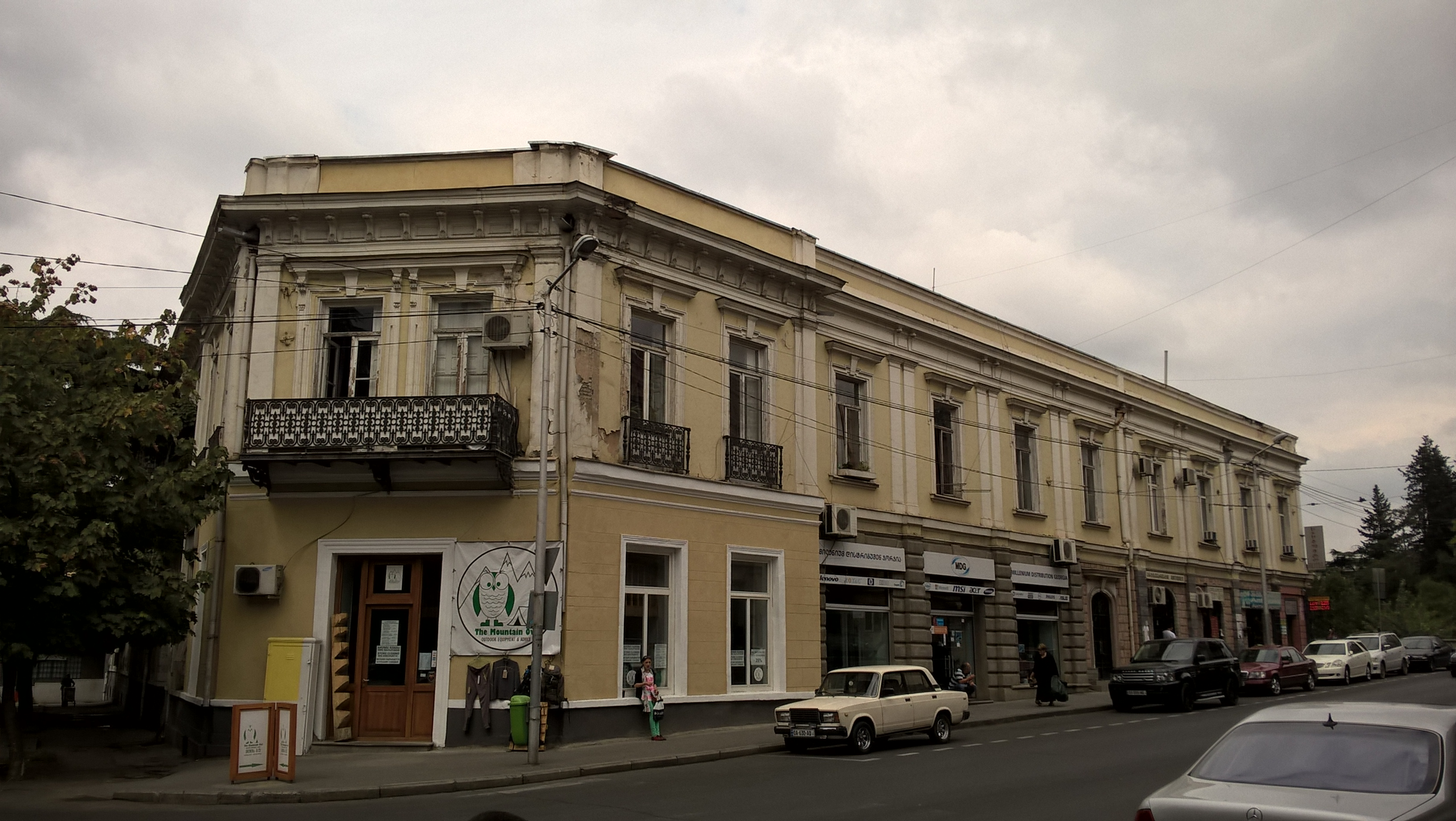
д. 31. Бывший отель «Лондон». 2016

- д. 9/6 — Национальный исследовательский центр истории грузинского искусства и охраны памятников им. Г. Чубинашвили[7]
- д. 25 — резиденция Президента Грузии (бывший дом Григория Орбелиани, конец XIX века)[8]
- д. 31 — бывший отель «Лондон» (1872, архитектор Отто Симонсон)[9]. В разное время тут останавливались писатель Кнут Гамсун (мемориальная доска)[10], композитор Пётр Чайковский, министр госимущества России Михаил Островский (брат Алекстандра Островского) и др.

## Известные жители
- д. 31 — Гиви Агапишвили[11][12]
- На Инженерной улице прошли детские годы В. И. Немировича-Данченко[4].